# Wheat Ridge
Wheat Ridge és una població dels Estats Units a l'Estat de Colorado. Segons el cens del 2000 tenia 32.913 habitants.

## Demografia
Segons el cens del 2000, Wheat Ridge tenia 32.913 habitants, 14.559 habitatges, i 8.313 famílies. La densitat de població era de 1.398 habitants per km².
Dels 14.559 habitatges en un 25% hi vivien joves de menys de 18 anys, en un 41,4% hi vivien parelles casades, en un 11,4% dones solteres, i en un 42,9% no eren unitats familiars. En el 35,4% dels habitatges hi vivien persones soles el 13,7% de les quals corresponia a persones de 65 anys o més que vivien soles. El nombre mitjà de persones vivint en cada habitatge era de 2,2 i el nombre mitjà de persones que vivien en cada família era de 2,85.
Per edats la població es repartia de la manera següent: un 21,2% tenia menys de 18 anys, un 7,6% entre 18 i 24, un 29,3% entre 25 i 44, un 22,9% de 45 a 60 i un 19% 65 anys o més.
L'edat mitjana era de 40 anys. Per cada 100 dones de 18 o més anys hi havia 86,6 homes.
La renda mitjana per habitatge era de 38.983 $ i la renda mitjana per família de 47.512 $. Els homes tenien una renda mitjana de 36.711 $, mentre que les dones 28.370 $. La renda per capita de la població era de 22.636 $. A l'entorn del 5,9% de les famílies i el 8,9% de la població estaven per davall del llindar de pobresa.

## Poblacions més properes
El següent diagrama mostra les poblacions més properes.